# Radu VI. Bădica
Radu VI. Bădica (romunsko Radu Bădica) je bil od 8. novembra 1523 do januarja 1524 vlaški knez, * ni znano, † ni znano.
Bil je sin Raduja IV. Vlaškega iz dinastije Drakuličev, ki je z Vladislavom III. iz družine Dăneștil tekmoval za vlaški prestol, na katerem je vladal polbrat Radu V. Afumatski. Osmanski sultan Sulejman I. (vladal 1520–1566), nekdanji Vladislavov zaveznik proti Radu V., se je odločili za zamrznitev spora z Vlaško in je oba tekmeca priznal za legitimna vladarja. V prvih dneh leta 1524 so Osmani osvobodili Raduja V. in ga vrnili na vlaški prestol.

## Vira
- Ion Donat. Domeniul domnesc în Țara Românească (Sec. XIV-XVI). Bukarešta, 1996.
- Andrei Pippidi. Tradiția politică bizantină în țările române în secolele XVI-XVII. Bukarešta, 2001.

| Radu VI. Bădica Rojen: ni znano Umrl: ni znano |                       |                    |
| Vladarski nazivi                               |                       |                    |
| Predhodnik: Vladislav III.                     | Vlaški knez 1523–1524 | Naslednik: Radu V. |